# Дубровка (Ульяновский район)
Дубровка — деревня в Ульяновском районе Ульяновской области. Входит в состав Ишеевского городского поселения.

## География
Находится на расстоянии примерно 11 километров по прямой на север от районного центра поселка Ишеевка.

## История
Основано в 1670-е гг. Максимом Васильев Микулиным. На 1780 год здесь были: деревня Соплёвка, при речке Елшанке, помещиковых крестьян и село Веденское Коровино тож, при речке Елшанке, помещиковых крестьян. Также Максимом Микулиным рядом была основана Максимовка.
На 1859 год деревни Веденское (Коровино) и Соплёвка в Симбирский уезд Симбирская губерния, в 1-м стане по проселочному тракту из г. Симбирска в г. Тетюши.
В 1953 году Соплёвка была переименована в Дубровка .

## Население
Население составляло: на 1780 г. - 48 (Коровино) и 172 (Соплёвка); на 1859 год - в Соплёвке - 339 чел., в Коровино (Введенское) - 118 чел.; 47 человек в 2002 году (чуваши 41%, русские 51%), 48 по переписи 2010 года.

## Достопримечательность
- «Здание земской школы», 1914 г., расположенное по адресу: Ульяновская область, Ульяновский район, с. Дубровка  включено в список выявленных объектов культурного наследия Распоряжением Главы администрации Ульяновской области от 29.07.1999 № 959-р[8].